# Біологічний словник
Біологічний словник.
1-е видання — К.: Головна редакція УРЕ, 1974. —  552 стор., іл.; за ред. I. Г. Підоплічка.
2-е видання — К.: Головна редакція УРЕ, 1986. — 680 стор., іл. — 27 000 пр.; за редакцією академіка АН УРСР К. М. Ситника, члена-кореспондента АН УРСР В. О. Топачевського.
Друге видання словника охоплює понад 4000 статей з біології і ботаніки, зоології та фізіології тварин і рослин, біофізики, космічної біології, про охорону природи та лікарські рослини. Це приблизно на 1000 статей більше, в порівнянні з першим виданням. Пояснено нові напрями й поняття в біологічній науці, зокрема в генетиці та біохімії. У кінці наведено біографічні статті про видатних учених-біологів. Більш як до 1000 статей подано чорно-білі та кольорові ілюстрації, є таблиці та карти.

## Див. теж
- Список українських енциклопедій